# Get Smart (película)
Get Smart (titulada Superagente 86 de película en España y Super Agente 86 en Hispanoamérica) es una película estadounidense de comedia y acción estrenada en 2008, basada en la exitosa serie televisiva homónima de los años 60 creada por Mel Brooks y Buck Henry.
Está dirigida por Peter Segal y protagonizada por Steve Carell como Maxwell Smart, Anne Hathaway como la Agente 99, Dwayne Johnson como el Agente 23, y Alan Arkin como el Jefe. También forman parte del reparto Terence Stamp, Terry Crews, David Koechner, Masi Oka, Ken Davitian, Larry Miller, Dalip Singh y James Caan. Bernie Kopell (Siegfried en la serie original), Bill Murray, Patrick Warburton y Leonard Stern (uno de los productores de la serie) hacen cameos. 
Parte de la película se filmó en el campus de la Universidad McGill en Montreal, Quebec. Otras escenas fueron filmadas en Moscú, Washington D. C. y Los Ángeles.

## Argumento
Maxwell Smart (Steve Carell) es el mejor analista de la ultrasecreta agencia de inteligencia estadounidense CONTROL. Max espera convertirse en un agente secreto como su ídolo, el Agente 23 (Dwayne Johnson). A pesar de su alta puntuación en las pruebas, se le niega la promoción, ya que el Jefe de CONTROL (Alan Arkin) cree que Max es demasiado valioso como analista. Esto cambia cuando la sede de CONTROL es atacada por integrantes de la organización terrorista KAOS, dirigida por Siegfried (Terence Stamp). Durante el ataque a CONTROL, las identidades de los agentes son reveladas y comienzan a ser asesinados. Ante esta situación, Max se convierte en el Agente 86 y es emparejado con la Agente 99 (Anne Hathaway), cuya reciente cirugía plástica ha protegido su identidad, mientras que los antiguos agentes, como 23, son relegados a oficinistas. Max recibe una navaja suiza para su misión, que incluye, entre otras cosas un lanzallamas y una ballesta.
Max y 99 viajan en avión a Rusia para determinar cómo KAOS pudo obtener armas nucleares. Al lanzarse en paracaídas, Dalip (Dalip Singh) un secuaz de Siegfried, los persigue tratando de atraparlos, pero logran escapar gracias a que 99 lo distrae dándole un beso. Durante el camino a Moscú paran en Smolensk, donde un fabricante de explosivos de KAOS, Ladislas Krstic (David S. Lee), da una fiesta. Tras infiltrarse en su casa, Max y 99 descubren que el material nuclear (principalmente pastel amarillo) ha sido enviado a un depósito de armas en Moscú, camuflado como una pastelería. Son atrapados por Krstic y sus secuaces, pero logran vencerlos y escapar. Ya en Moscú, Max se infiltra en la pastelería y se encuentra con Siegfried y su secuaz Shtarker (Ken Davitian), pero descubre que Siegfried sabe quién es y le esperaba, ya que un agente doble ha revelado a KAOS su identidad y la de 99.
Max consigue escapar y destruir el depósito de armas, pero él y 99 son detenidos de nuevo por Dalip, a quien Max conoce por su trabajo como analista, y le ayuda con sus problemas matrimoniales. A cambio, Dalip les deja escapar. El Jefe manda a 23 para supervisar la limpieza de la pastelería, pero KAOS ha conseguido llevarse el material nuclear a través del río Moscova, y 23 informa que no ha encontrado ningún rastro de armas ni de material nuclear y que solo ha sido destruida una simple pastelería. Como Max estaba solo cuando descubrió el depósito de armas, CONTROL cree que Max es el agente doble. 99, que ha acabado enamorándose de Max durante su misión juntos, queda desconsolada, pero pone a Max bajo custodia. 
CONTROL se convierte en el hazmerreír del Departamento de Seguridad, y su advertencia es ignorada cuando Siegfried declara que ha distribuido armas nucleares a dictadores y amenaza con darles los códigos de activación a menos que el Gobierno de EE. UU. le pague 200.000 millones de dólares. Max, encerrado en una celda de seguridad de CONTROL, recibe un mensaje de Dalip a través del programa de radio American Top 40 contándole el plan de Siegfried: como no creen su amenaza, va hacer una demostración haciendo estallar una bomba nuclear en el Walt Disney Concert Hall de Los Ángeles, durante un concierto al que asistirá el Presidente. Max escapa de la celda y se equipa con algunos de los objetos del museo de CONTROL (como el zapatófono) para ir a Los Ángeles y reunirse con el Jefe, 23 y 99, que han ido allí a convencer personalmente al Presidente de tomar la amenaza de KAOS en serio. 
Aunque 23 es escéptico, Max logra convencer al Jefe y a 99 de que no es el agente doble. Mientras KAOS coloca la bomba en el auditorio, Max detecta radiactividad en 23 con su reloj equipado con contador Geiger, revelando que 23 es el agente doble. 23 toma a 99 como rehén y huye con el detonador del explosivo, mientras Max y el Jefe van en su persecución. Max alcanza el coche de 23 saltando desde una avioneta pilotada por el Jefe, pero al pelear con 23, el coche se incendia con la navaja de Max y cae a las vías del tren. Max distrae a 23 besándole, como 99 hizo con Dalip. Max y 99 son lanzados fuera del coche antes de que colisione con un tren de mercancías y explote, matando a 23. Al analizar el maletín de 23, Max se da cuenta de que la bomba estallará al sonar las últimas notas del "Himno a la Alegría". Max, 99 y el Jefe llegan al auditorio y Max hace un placaje al director, deteniendo el concierto e impidiendo que la bomba explote. Max es aplaudido por salvar al Presidente y a todo el público del auditorio. Alejándose de Los Ángeles en coche, Siegfried, dándose cuenta de que su plan ha fracasado, provoca a Dalip insultando a su esposa, causando que éste lo arroje desde el coche al río. 
En la sede de CONTROL, Max es felicitado por el Jefe de parte del Presidente, ve realizado su sueño de ser agente y 99 se convierte en su novia. La película termina con Max y 99 saliendo de CONTROL a través de las puertas de seguridad, pero la última no se cierra. Cuando Max trata de arreglarla, se cierra de golpe, atrapándole en el marco y haciendo que su navaja dispare un dardo que se le clava en la mejilla.

## Reparto
- Steve Carell - Maxwell Smart/Agente 86
- Anne Hathaway - Agente 99
- Dwayne Johnson - Agente 23
- Alan Arkin - El Jefe
- Terence Stamp - Siegfried
- Dalip Singh - Dalip
- Masi Oka - Bruce
- Nate Torrence - Lloyd
- Ken Davitian - Shtarker
- Terry Crews - Agente 91
- David Koechner - Larabee
- James Caan - Presidente de los Estados Unidos
- Geoff Pierson - Vicepresidente de los Estados Unidos
- David S. Lee - Ladislas Krstic

### Cameos
- Bill Murray - Agente 13
- Bernie Kopell - Conductor del Opel GT
- Patrick Warburton - Hymie el Robot
- Leonard Stern - Piloto de la avioneta